# Mniadelphus cuspidatus
Mniadelphus cuspidatus là một loài Rêu trong họ Hookeriaceae. Loài này được (Dozy & Molk.) Müll. Hal. mô tả khoa học đầu tiên năm 1848.